# Estación de Grandson
La estación de Grandson es la principal estación ferroviaria de la comuna suiza de Grandson, en el Cantón de Vaud.

## Historia y situación
La estación de Grandson fue inaugurada en el año 1859 con la puesta en servicio del tramo Yverdon-les-Bains - Vaumarcus de la línea Olten - Lausana, también conocida como la línea del pie del Jura.
Se encuentra ubicada en el borde suroeste del núcleo urbano de Grandson. Cuenta con un único andén central al que acceden dos vías pasantes, a las que hay que añadir otras dos vías pasantes y varias vías muertas o culatones.
En términos ferroviarios, la estación se sitúa en la línea Olten - Lausana, que prosigue hacia Ginebra y la frontera francosuiza, conocida como la línea del pie del Jura. Sus dependencias ferroviarias colaterales son la estación de Concise hacia Olten y la estación de Yverdon-les-Bains en dirección Lausana.

## Servicios ferroviarios
Los servicios ferroviarios de esta estación están prestados por SBB-CFF-FFS:

### Regional
- R Yverdon-les-Bains - Neuchâtel. Circulan en las horas punta. Algunos servicios finalizan su recorrido en Morges.